# Working Load Limit

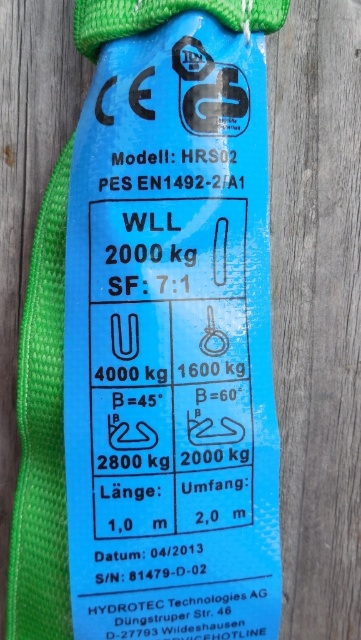
Etikett einer Polyester-Rundschlinge
WLL=2000 kg, SF=7:1

Working Load Limit (WLL), auch Nenntragfähigkeit oder maximale Arbeitslast, ist ein Maß für die Tragfähigkeit bzw. für die zulässige Arbeitslast, z. B. für Seile oder Lastbänder. WLL ist eine durch den Hersteller definierte Angabe.
Zur Bestimmung der WLL wird meist die Bruchfestigkeit gemessen und dann durch einen Sicherheitsfaktor (SF) geteilt:
{\displaystyle WLL={\frac {MBL}{SF}}}
Dabei ist der Sicherheitsfaktor (Nutzungskoeffizient) 4:1, 5:1, 7:1 oder bei Bergbahnen beispielsweise 10:1 oder 12:1. Die WLL ist daher immer deutlich niedriger als die Bruchlast bzw. Mindestbruchkraft (engl.: Minimum Breaking Load, MBL), also die Last, bei der ein Bauteil (oder Seil) bricht. 
Auf vielen Erzeugnissen ist die WLL auf einem Typenschild angegeben oder auf metallischen Gegenständen (Karabinerhaken etc.) eingestanzt. Für Anschlagmittel (Hebegurt, Spanngurt, Kette, Seil, Karabinerhaken, Schäkel etc.) sind die Angaben der WLL vorgeschrieben. 
Dabei ist zu beachten, dass die angegebene WLL nur bei idealen Bedingungen gilt, beispielsweise neues Bauteil, passende Betriebstemperatur, keine scharfe Kanten, keine beeinträchtigenden Umwelteinflüsse etc. Und dass die Last nur senkrecht und statisch am Bauteil hängt. Für andere Anwendungsfälle wird oft eine gesonderte Angabe gemacht, beispielsweise für die U-förmige Benutzung einer Rundschlinge (siehe Bild).
Bei Benutzung mehrerer voneinander abhängiger Teile ist jeweils die niedrigste WLL entscheidend für die Gesamt-Tragfähigkeit; entscheidend ist „das schwächste Glied einer Kette“. Auch für Anlagen, beispielsweise einen Hebekran, wird eine WLL angegeben, also die Last, die mit der Anlage gehoben werden darf.